# 2007 în Uniunea Europeană
Acest articol prezintă evenimente din anul 2007 în Uniunea Europeană .

## Titulari
- Președintele Comisiei Europene – José Manuel Barroso, Partidul Popular European
- Președintele Consiliului European - Germania (ianuarie–iunie) și Portugalia (iulie–decembrie)
- Președintele Parlamentului European – Josep Borrell, Partidul Socialiștilor Europeni (20 iulie 2004 - 15 ianuarie 2007). Hans-Gert Pöttering, Partidul Popular European (16 ianuarie 2007 - 14 iulie 2009)
- Înalt Reprezentant – Javier Solana (18 octombrie 1999 - 1 decembrie 2009)

## Evenimente
- 1 ianuarie – Bulgaria și România aderă la Uniunea Europeană.
- 1 ianuarie – Moneda euro devine moneda națională a Sloveniei, înlocuind tolarul.
- 1 ianuarie – Limba irlandeză devine a douăzeci și treia limbă oficială a Uniunii Europene.
- 1 ianuarie – Germania preia Președinția Consiliului Uniunii Europene.